# Kurfürstliche Schneiderei

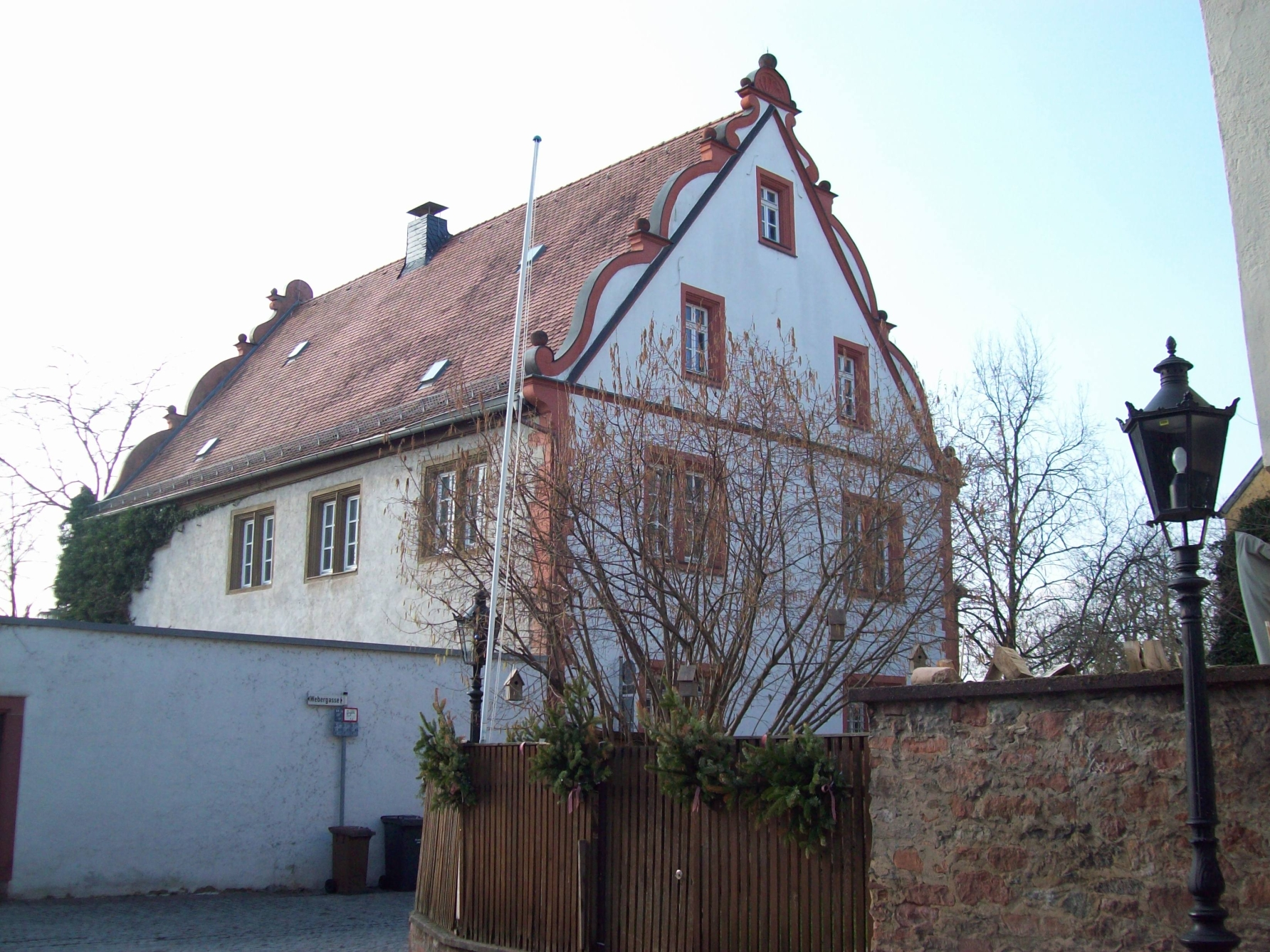
Kurfürstliche Schneiderei um 1600

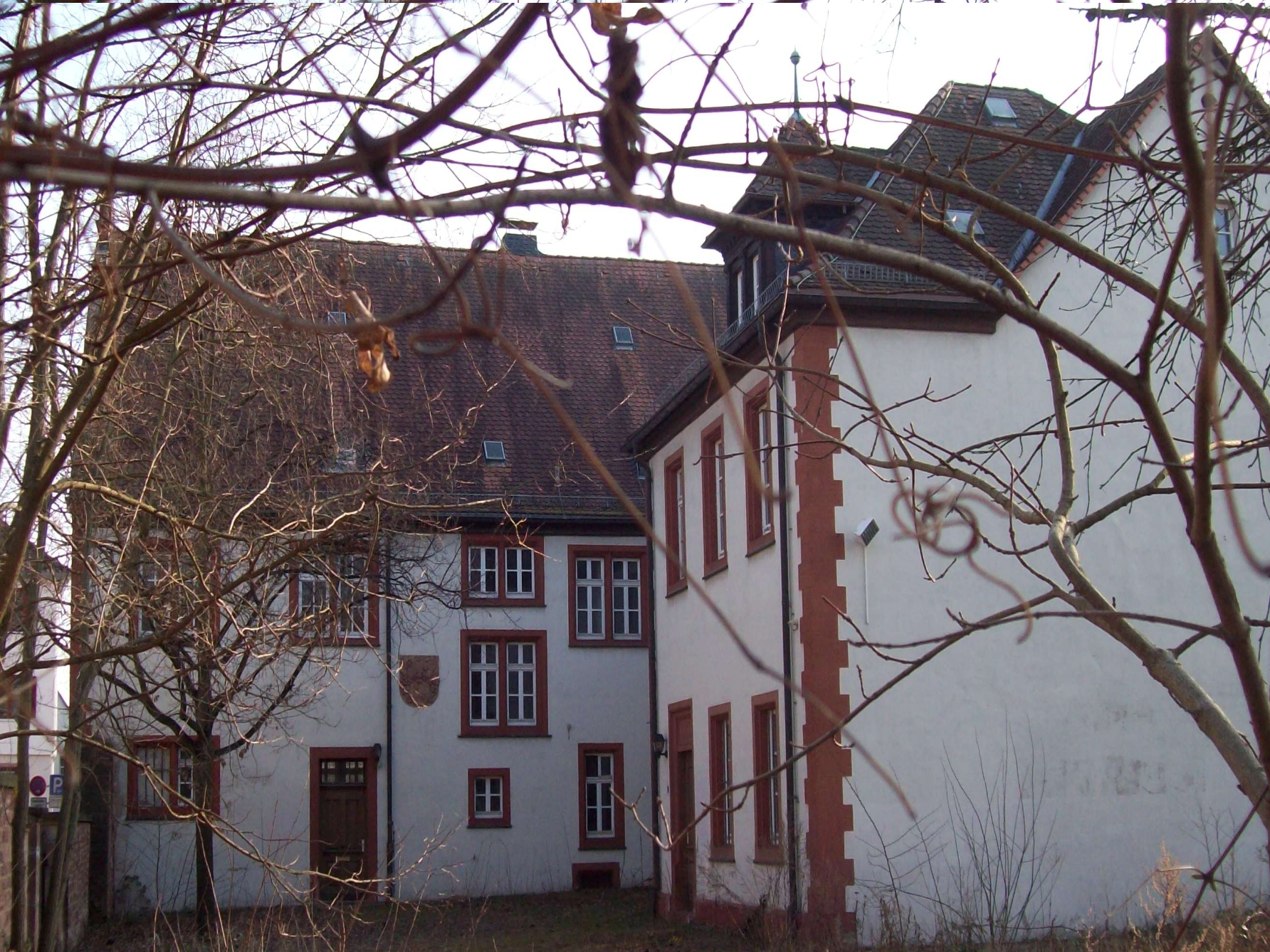
Kurfürstliche Schneiderei um 1600 mit Anbau 1903

Die kurfürstliche Schneiderei ist ein Renaissancehaus in Aschaffenburg Webergasse 3.

## Geschichte
In der Aschaffenburger Literatur als „ehemaliges Vizedomamt“, als „ehemals mainzische Oberkellerei“ bezeichnet, wurde das Gebäude unter Kurfürst Erzbischof Wolfgang von Dalberg errichtet und bereits 1606 kurfürstliche Schneiderei genannt.
Es ist ein zweigeschossiger Renaissancebau mit massiven Umfassungen, Volutengiebel zur Webergasse und zum Main. Über dem steinumrahmten Eingangsportal das Wappen des Kurfürsten Wolfgang von Dalberg (1582 bis 1601). Im Erdgeschoss Halle, auf drei Mittelsäulen, auf mit reichem Renaissance-Ornamentschmuck versehene Säulenstühlen ruhend und mit gratigen Kreuzgewölben überspannt.
Der Seitenflügel wurde etwa Mitte des 17. Jahrhunderts angefügt. Bis 1804 war das Gebäude im Besitz der Landesregierung des Kurfürstentums Mainz, dann Eigentum des Fürstentums Aschaffenburg bzw. Großherzogtums Frankfurt, bis es 1814 an die Krone Bayerns ging.
1817 erst Postverwaltung wurde es 1854 Forstamtsgebäude, mit einer staatlichen Forstdienststelle. Ab 1970 beherbergte das Haus Webergasse 3 das Finanzamt -Grunderwerbsteuerstelle-, bevor es 2001 vom Freistaat Bayern an die Stadt Aschaffenburg verkauft wurde.
Die Nutzung durch die Stadt Aschaffenburg als Sitz der Christian-Schad-Stiftung wurde nicht weiter verfolgt, da sich inzwischen ein anderes Objekt, besser für die Präsentation der Kunstwerke Christian Schads geeignet, im Besitz der Stadt ist.
Die kurfürstliche Schneiderei in der Webergasse soll im Rahmen einer Stiftung, die Stadt Aschaffenburg als Zentrum der Papierveredelung und der Bekleidungsindustrie repräsentieren.
Der Unternehmer Dr. Stephan Dessauer aus der Industriellenfamilie Dessauer hat das Anwesen erworben und plant hier in Kooperation mit der Stadt Aschaffenburg eine Akademie zu Ehren des Dichters Clemens Brentano zu errichten.
Die Literaturbezeichnungen lassen sich vielleicht dadurch begründen, dass das Haus von 1730 bis 1766 Wohnsitz des Kellers im Bachgau war. Von 1788 bis 1814 bewohnte es der Vizedomamts-Direktor, seit 1812 Präfekt Franz Joseph Will.